# Bernd Eisenstein

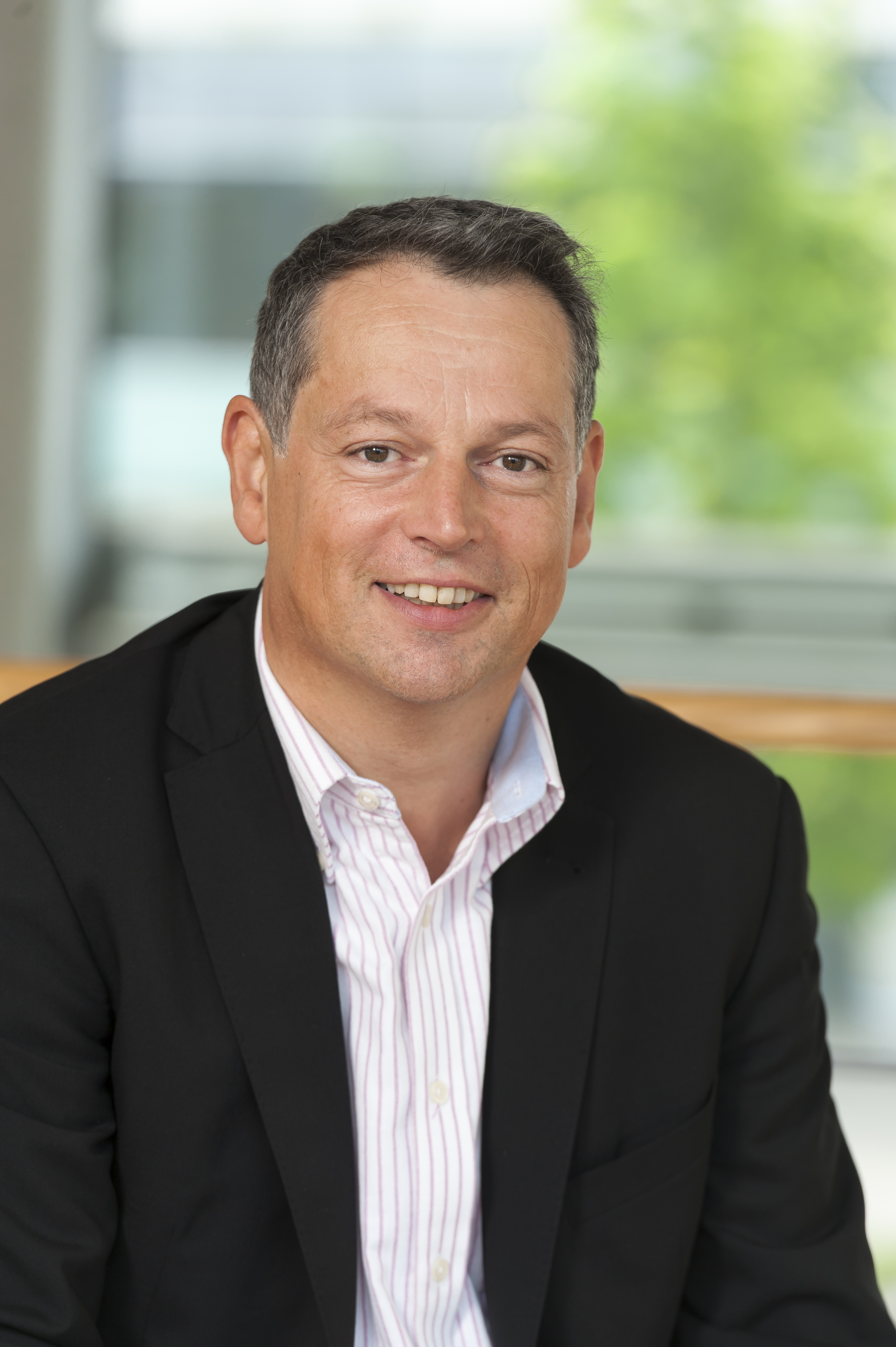
Bernd Eisenstein (2015)

Bernd Eisenstein (* 20. August 1965 in Kusel) ist ein deutscher Geograph, Hochschullehrer, Autor, Gutachter und Berater. Er ist Professor für Internationales Tourismusmanagement an der Fachhochschule Westküste in Heide.

## Leben und Wirken
Der studierte Geograph und Betriebswirt wurde 2006 zum Direktor des Instituts für Management und Tourismus (IMT) der FH Westküste ernannt. Er promovierte 1995 an der Universität Trier über Wirtschaftliche Effekte des Fremdenverkehrs. Er ist seit 1997 Professor für internationales Tourismusmanagement und seit 2008 Vice-Director des China Outbound Tourism Research Institute (COTRI). Von 2009 bis 2011 war er Dekan des Fachbereiches Wirtschaft der FH Westküste sowie Member of AIEST (International Association of Scientific Experts in Tourism). Zudem ist Bernd Eisenstein Mitglied der Deutschen Gesellschaft für Tourismuswissenschaft (DGT). Bernd Eisenstein lehrt an der FH Westküste im Bereich Destinationsmanagement, Touristische Nachfrage und Strategisches Tourismusmanagement.

## Schriften (Auswahl)
- Eisenstein/Schmudde/Reif/Eilzer (Hrsg.): Tourismusatlas Deutschland. Konstanz, München, 2017
- Eisenstein/Eilzer/Dörr (Hrsg.): Kooperation im Destinationsmanagement. Erfolgsfaktoren, Hemmschwellen, Beispiele. Frankfurt am Main, 2015
- Eisenstein: Grundlagen des Destinationsmanagements. München, 2014
- Antz/Eilzer/Eisenstein (Hrsg.): Slow Tourismus. Reisen zwischen Langsamkeit und Sinnlichkeit. Schriftenreihe des Instituts für Management und Tourismus, Band 6. München, 2011